# Maktab al-Khidamat
Maktab al-Khidamat (Arabisch: مكتب الخدمات‚ Dienstkantoor, مكتب خدمات المجاهدين العرب', Maktab Chidamāt al-Mudschāhidīn al-ʿArab) is een groep moedjahedien welke in 1984 is opgericht door onder anderen Osama bin Laden en Abdullah Azzam.
De groep was bedoeld om Arabische strijders op te leiden om mee te vechten tegen de bezetting van de Sovjet-Unie in Afghanistan, en kan beschouwd worden als een voorloper van Al Qaida.